# خشک‌آباد (تفت)
خشک‌آباد روستایی در دهستان علی‌آباد بخش مرکزی شهرستان تفت استان یزد ایران است.

## جمعیت
بر پایه سرشماری عمومی نفوس و مسکن در سال ۱۳۹۵ جمعیت این روستا ۸۷ نفر (۲۶خانوار) بوده‌است.